# 12553 Aaronritter
12553 Aaronritter este un asteroid din centura principală de asteroizi.

## Descriere
12553 Aaronritter este un asteroid din centura principală de asteroizi. A fost descoperit pe 17 august 1998 la Socorro, New Mexico, în cadrul proiectului LINEAR. Asteroidul prezintă o orbită caracterizată de o semiaxă mare de 2,20 ua, o excentricitate de 0,06 și o înclinație de 3,5° în raport cu ecliptica.